# رامون بونس
رامون بونس (بالإسبانية: Ramón Pons)‏ هو ممثل إسباني، ولد في 13 أكتوبر 1940 في إسبانيا، وتوفي في 21 أبريل 2014 بمدريد في إسبانيا.

## أعمال

### أفلام
- (2009) عناقات مكسورة[3][4]

## وصلات خارجية
- رامون بونس على موقع IMDb (الإنجليزية)
- رامون بونس على موقع ألو سيني (الفرنسية)
- رامون بونس على موقع قاعدة بيانات الأفلام السويدية (السويدية)
- رامون بونس على موقع قاعدة بيانات الفيلم (الإنجليزية)
- رامون بونس على موقع كينوبويسك (الروسية)